# 趙椿
漢王趙椿（1112年—1113年），宋朝宗室。
宋朝第八代皇帝宋徽宗赵佶的第十九子，生母崔貴妃，政和二年（1112年）三月出生，五月賜名趙椿，授慶源軍節度使、檢校太尉，封慶國公。政和三年（1113年）正月，正三公官名，改授檢校太保。閏四月薨逝。贈太師、兼右弼，追封漢王，谥号沖昭。